# Kristin Fridtun
Kristin Fridtun (* 9. November 1987 in Elverum) ist eine norwegische Skandinavistin, Autorin und ehemalige Skispringerin.

## Skisprung
Fridtun begann ihre internationale Karriere 2002. Beim FIS-Ladies-Grand-Prix 2002 erreichte sie den 25. Platz. Ein Jahr später kam Fridtun auf den 24. Platz. 2003 startete Fridtun bei FIS-Springen. Bei den Norwegischen Meisterschaften 2003 in Bardu gewann sie Silber von der Normalschanze. Bei den Sommer-Meisterschaften 2003 in Rælingen gewann sie Bronze. Bei der Junioren-Weltmeisterschaft 2004 gewann sie Gold im Team und wurde von der Normalschanze am Ende Elfte. Am 5. März 2006 gab sie ihr Debüt im Skisprung-Continental-Cup. Bei den Springen in Vikersund und Våler sprang sie jeweils in die Punkteränge und beendete die Saison 2005/06 auf dem 49. Platz in der Continental-Cup-Gesamtwertung. Nach dem Saisonende beendete sie ihre aktive Skisprungkarriere.

## Autorin
Fridtun studierte norwegische Philologie an der Technisch-Naturwissenschaftlichen Universität Norwegens und verfasste mehrere Bücher über das Nynorsk.
Sie verfasst für die Wochenzeitung Dag og Tid eine sprachwissenschaftliche sowie für das Morgenbladet eine monatliche feministische Kolumne.
Im Jahr 2019 erhielt sie den mit 100.000 Kronen dotierten Preis des Sprachrates.

## Werke
- Norsk etymologisk oppkok – Du veit ikkje kva du snakkar om (2012), ISBN 978-82-521-8129-6
- Nynorsk for dumskallar (2013), ISBN 978-82-521-8316-0.
- Kjønn og ukjønn (2015), ISBN 978-82-521-8819-6.
- Homoflokar (2018), ISBN 978-82-521-9614-6
- Språket er ei bukse. Om biletbruken i norsk språkdebatt (2019), ISBN 978-82-521-9789-1